# Strada Iuliu Maniu din Cluj-Napoca

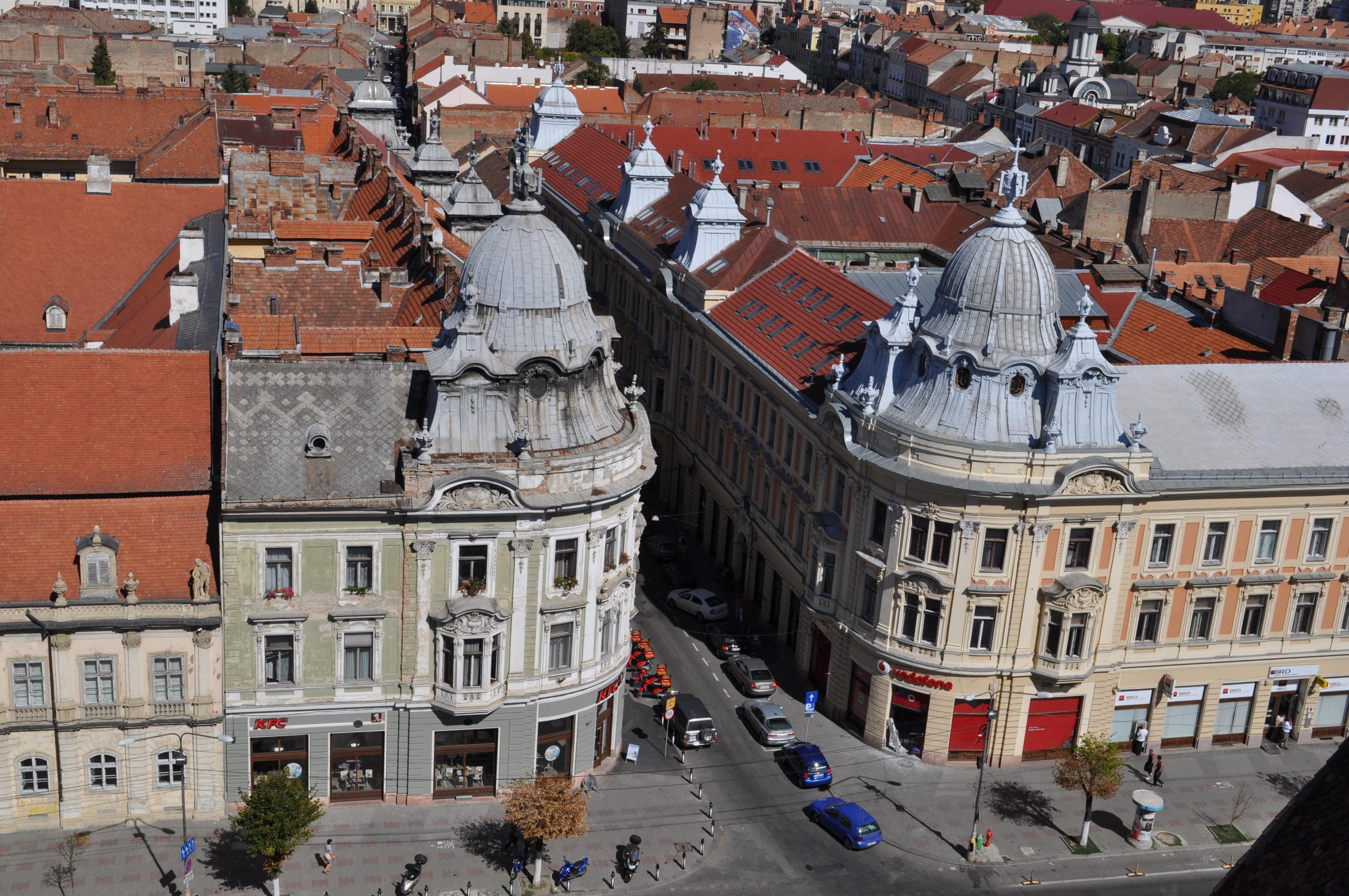
Strada, cu cele două Palate ale Status-ului romano-catolic construite în stilul neobaroc

Strada Iuliu Maniu din Cluj-Napoca, numită după omul politic român Iuliu Maniu, este o stradă centrală din orașul Cluj-Napoca. 
Această stradă face legătura între piețele Avram Iancu și Unirii. Este paralelă cu bulevardele Eroilor și „21 Decembrie”. 
Partea de vest a străzii — între Piața Unirii și strada Bolyai — a fost construită în secolul al XIX-lea într-o manieră simetrică, prezentând stilul arhitectural eclectic.
Este denumită în mod obișnuit și strada oglindă  sau strada oglinzilor.